# 菅野恵
菅野 恵（かんの けい、1976年 - ）は日本の心理学者。和光大学教授。博士（心理学）。専門は、児童心理学、福祉心理学、スクールカウンセリング。

## 人物
- 東京都八王子市生まれ。実父は心理学者で早稲田大学名誉教授の菅野純。
- 保有資格：臨床心理士、公認心理師。
- 子どもの支援機関にて子どもや保護者のカウンセリングに従事してきた。
- 大学卒業後、児童養護施設でボランティアをしたことがきっかけで、児童養護施設にて被虐待児の心のケアと研究に長年力を注いでいる。
- 乳児院・児童養護施設のスーパーバイザー、スクールカウンセラーのスーパーバイザー、教育・児童福祉の現場やエンバーマーを対象とした研修会講師を務める。
- 大学教育では、学生と共にフリースクールとの交流プロジェクト[2]やオレンジリボン運動[3]に取り組み、フィールドワークを重視している。
- 2019年の日本精神衛生学会第34回大会にて大会長[4]を務めた。

## 経歴

### 学歴
- 1995年 埼玉県立飯能高等学校卒業
- 2000年 帝京大学文学部心理学科卒業
- 2005年 帝京大学大学院文学研究科臨床心理学専攻修士課程修了 修士（心理学）
- 2008年 帝京大学大学院文学研究科心理学専攻博士課程単位取得満期退学
- 2009年 博士（心理学）

### 職歴
- 2000年 相模原市立青少年相談センター相談員（ - 2003年）
- 2000年 八王子市教育委員会心の教室相談員（ - 2002年）
- 2002年 児童養護施設心理療法担当職員（ - 現在）
- 2004年 駿台予備学校カウンセラー（ - 2016年）
- 2005年 帝京大学心理臨床センター相談員（ - 2010年）
- 2007年 明星大学非常勤講師（ - 2015年）
- 2008年 帝京大学非常勤講師（ - 2015年）
- 2008年 公立学校スクールカウンセラー（ - 2015年）
- 2012年 東京女子大学非常勤講師（ - 2013年）
- 2015年 和光大学現代人間学部心理教育学科准教授（ - 2020年）
- 2017年 立教大学兼任講師（ - 現在）
- 2018年 早稲田大学非常勤講師（ - 現在）
- 2020年 和光大学現代人間学部心理教育学科教授（ - 現在）

## 受賞歴
- 2015年 日本学校メンタルヘルス学会優秀論文賞受賞
- 2019年 2018年度学生によるオレンジリボン運動[5]全国大会奨励賞受賞（菅野ゼミとして受賞）
- 2020年 2019年度学生によるオレンジリボン運動[6]全国大会奨励賞受賞（菅野ゼミとして受賞）

## 著書

### 単著書
- 『児童養護施設の子どもたちの家族再統合プロセスー子どもの行動の理解と心理的支援―』明石書店，2017年
- 『福祉心理学を学ぶ―児童虐待防止と心の支援―』勁草書房，2020年
- 『心が軽くなる 人づきあいのヒント』大修館書店，2024年

### 共編著書
- 『公認心理師必携 スクールカウンセリングの「困った」を解決するヒント』大修館書店，2019年

### 共著書
- 『ストレス科学事典』実務教育出版，2011年
- 『子どものこころの支援 連携・協働ワークブック』金子書房，2011年
- 『いじめ 予防と対応Q&A73』明治図書出版，2012年
- 『発達科学ハンドブック第7巻 災害・危機と人間』新曜社，2013年
- 『はじめて学ぶ心理学ー心の形成ー心の理解』大学図書出版，2015年
- 『心の専門家が出会う法律 新版ー臨床実践のためにー』誠信書房，2016年
- 『学校メンタルヘルスハンドブック』大修館書店，2017年
- 『公認心理師の基礎と実践第23巻 関係行政論』遠見書房，2018年
- 『公認心理師実践ガイダンス1 心理的アセスメント』木立の文庫，2019年
- 『教育相談テキストブックー学校で出会う問題とその対応ー』金子書房，2021年

## 主な所属学会
- 日本学校メンタルヘルス学会（理事、評議員、編集委員、2017年4月～編集委員長）
- 日本精神衛生学会（理事、編集委員、2018年1月～常任理事、第33回大会副大会長、第34回大会長）
- 日本心理臨床学会（代議員、編集委員）
- 日本子ども虐待防止学会